# Karamalz Cup
Karamalz Cup is een sportspel ontwikkeld door Zeret voor de Commodore 64. Het spel werd in 1993 uitgebracht door The Art Department. 
Het spel werd ontwikkeld in opdracht van Eichbaum, een Duitse bierbrouwerij, ter promotie van Karamalz, een maltbier van het bedrijf.

## Gameplay
Karamalz Cup is in essentie een standaard ijshockeysimulator in een vogelperspectief. In het spel kan gespeeld worden met de landenteams van Italië, Zweden, Noorwegen, Tsjechië, Canada, Oostenrijk, Duitsland, Finland, Rusland, Zwitserland, Frankrijk en de Verenigde Staten.
Bij een schotkans van de speler wordt een korte minigame gestart. De speler ziet het goal vanuit het eerste-persoonsperspectief van zijn speler. Met behulp van de controller moet hij proberen de cursor op een vrij deel van het goal te richten en te schieten door te klikken. De doelman beweegt echter mee en probeert de puck tegen te houden.
Het spel kan is Engelstalig en gespeeld worden met 1 tot 4 personen.